# Dale (Walia)
Dale – niewielka wioska w południowo-zachodniej Walii (Wielka Brytania), w hrabstwie Pembrokeshire. 
Wieś była marchią (marcher borough) zarządzaną od XIII wieku z zamku Dale położonego opodal. Na zachód od wsi znajduje się wybudowana w 1915 roku latarnia morska Skokholm.